# Municipio de McKenzie
El municipio de McKenzie (en inglés: McKenzie Township) es un municipio ubicado en el condado de Burleigh en el estado estadounidense de Dakota del Norte. En el año 2010 tenía una población de 88 habitantes y una densidad poblacional de 0,95 personas por km².

## Geografía
El municipio de McKenzie se encuentra ubicado en las coordenadas 46°51′4″N 100°23′1″O / 46.85111, -100.38361. Según la Oficina del Censo de los Estados Unidos, el municipio tiene una superficie total de 93.04 km², de la cual 92,89 km² corresponden a tierra firme y (0,17 %) 0,16 km² es agua.

## Demografía
Según el censo de 2010, había 88 personas residiendo en el municipio de McKenzie. La densidad de población era de 0,95 hab./km². De los 88 habitantes, el municipio de McKenzie estaba compuesto por el 94,32 % blancos, el 1,14 % eran amerindios y el 4,55 % eran de una mezcla de razas. Del total de la población el 6,82 % eran hispanos o latinos de cualquier raza.